# Compagnie Française des Voitures Électromobiles
Die Compagnie Française des Voitures Électromobiles war ein französischer Hersteller von Automobilen.

## Unternehmensgeschichte
Das Unternehmen aus Paris begann 1900 mit der Produktion von Automobilen. Die Markennamen lauteten Cardinet und Cardina. 1907 endete die Produktion.

## Fahrzeuge

### Markenname Cardinet
Dieser Markenname wurde zwischen 1900 und 1906 für Elektroautos verwendet. Für den Antrieb sorgten Elektromotoren. Zunächst waren die Batterien unterhalb des Rahmens montiert, ab 1901 oberhalb. Zur Wahl standen offene und geschlossene Karosserien. Darunter befand sich ein Landaulet mit Frontantrieb und ein Hansom Cab, bei dem zwei Motoren die Hinterräder antrieben.

### Markenname Cardina
Diesen Markennamen erhielten die Fahrzeuge mit Ottomotor, die nur 1907 entstanden. Für den Antrieb sorgte ein Motor mit 20 PS Leistung.